# میکل ایریباس
میکل ایریباس (انگلیسی: Mikel Iribas؛ زادهٔ ۱۳ آوریل ۱۹۸۸) بازیکن فوتبال اهل اسپانیا است.
از باشگاه‌هایی که در آن بازی کرده‌است می‌توان به باشگاه فوتبال آلکورکون، باشگاه فوتبال فوئنلابرادا، و باشگاه فوتبال میراندس اشاره کرد.